# Tiranges
Tiranges ist eine französische Gemeinde mit 455 Einwohnern (Stand: 1. Januar 2022) im Département Haute-Loire in der Region Auvergne-Rhône-Alpes. Sie gehört zum Arrondissement Yssingeaux sowie zum Kanton Bas-en-Basset.

## Geographie
Tiranges liegt etwa 30 Kilometer nordnordöstlich von Le Puy-en-Velay an der Grenze der Naturlandschaften Emblavès (auch Emblavez geschrieben) und Forez. Die Nachbargemeinden von Tiranges sind Boisset im Norden und Nordwesten, Valprivas im Osten und Nordosten, Bas-en-Basset im Osten und Südosten, Beauzac im Südosten, Retournac im Süden und Südosten, Solignac-sous-Roche im Süden sowie Saint-André-de-Chalencon im Westen und Südwesten.

## Bevölkerungsentwicklung
| Jahr                       | 1962 | 1968 | 1975 | 1982 | 1990 | 1999 | 2006 | 2017 |
| Einwohner                  | 676  | 631  | 555  | 490  | 420  | 405  | 450  | 479  |
| Quellen: Cassini und INSEE |      |      |      |      |      |      |      |      |

## Sehenswürdigkeiten
- Menhir von Arnauds
- Kirche Mariä Geburt und St. Martin
- Kapelle Saint-Martin
- Kapelle Saint-Régis
- Kapelle Notre-Dame im Ortsteilla Chabane
- Kapelle im Ortsteil Pravel
- Ruinem der Kapelle im Ortsteil Boissières